# The Box (Van der Graaf Generator)
The Box è una raccolta dei Van der Graaf Generator pubblicata nel 2000 da Virgin Records in box di 4 CD.

## Il disco
La raccolta contiene gran parte dei brani del gruppo registrati in studio tra il 1968 e il 1977.

## Tracce
CD1
1. People You Were Going To
2. Afterwards
3. Necromancer
4. Refugees
5. Darkness
6. After the Flood
7. White Hammer
8. House with no Door
9. Killer
10. Lost

CD2
1. Theme One
2. W
3. A Plague of Lighthouse-Keepers
4. (In the) Black Room
5. Lemmings
6. Man-Erg

CD3
1. La Rossa
2. Arrow
3. Still Life
4. My Room
5. Sleepwalkers
6. Pilgrims
7. Childlike Faith
8. Scorched Earth

CD4
1. Masks
2. Meurglys III, the Songwriter's Guild
3. When She Comes
4. Wondering
5. The Wave
6. Cat's Eye/Yellow Faver
7. Chemical World
8. Door
9. Sci-finance
10. The Sphinx in The Face

## Formazione
- Peter Hammill – voce, chitarra, pianoforte
- Guy Evans – batteria
- Hugh Banton – tastiere
- David Jackson – sassofono, flauto
- Chris Judge Smith – voce, batteria, fiati
- Nick Pearne – organo Hammond
- Keith Ellis – basso elettrico
- Nic Potter – basso elettrico
- Graham Smith – violino
- Charles Dickie – violoncello